# Progressione del record mondiale del salto triplo maschile

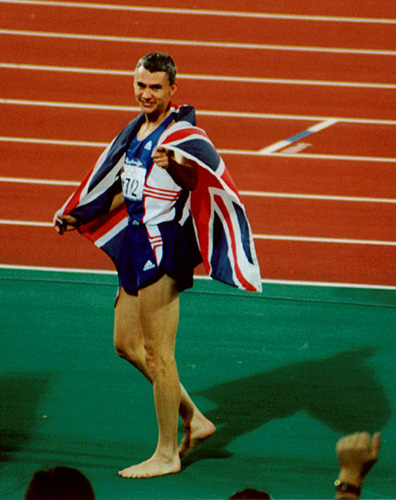
Jonathan Edwards, detentore del record mondiale della specialità

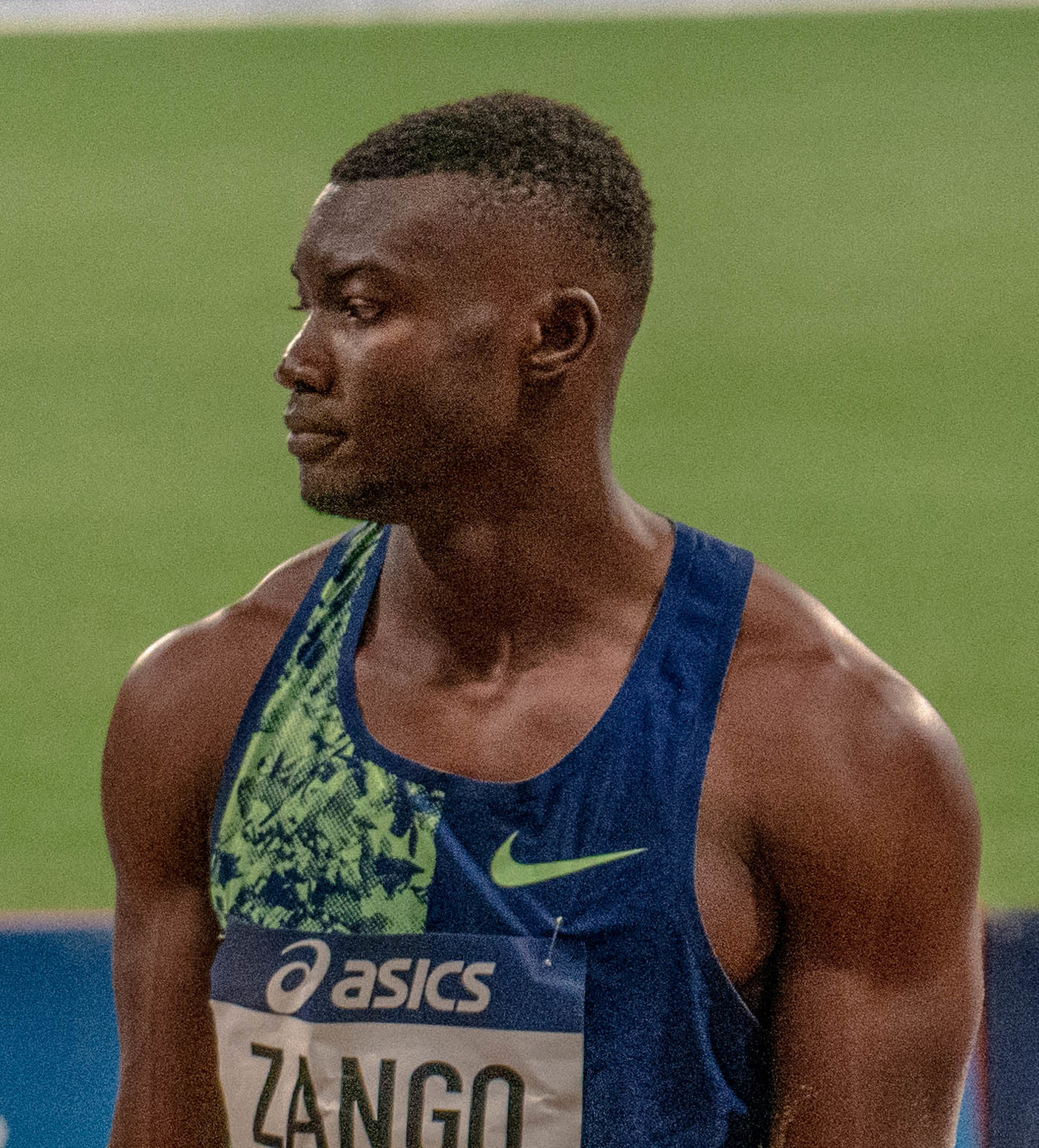
Hugues Fabrice Zango, detentore del record mondiale indoor della specialità

La voce seguente illustra la progressione del record mondiale del salto triplo maschile di atletica leggera.
Il primo record mondiale maschile venne riconosciuto dalla federazione internazionale di atletica leggera nel 1912, quando venne ratificato il primato di Dan Ahearn realizzato l'anno precedente, mentre il primo record mondiale indoor risale al 1987. Il record più duraturo è quello attualmente in vigore, stabilito il 7 agosto 1995 dal britannico Jonathan Edwards con la misura di 18,29 m, migliorando il precedente record di 18,16 m da lui stesso stabilito poco prima nella medesima gara.
Nella finale olimpica disputata a Città del Messico il 17 ottobre 1968 il record venne migliorato per quattro volte da tre diversi atleti: l'italiano Giuseppe Gentile, il sovietico Viktor Saneev ed il brasiliano Nélson Prudêncio. Lo stesso Gentile aveva a sua volta migliorato il primato mondiale il giorno prima, nel corso delle qualificazioni. Il massimo aumento di misura di un primato venne apportato dal brasiliano João Carlos de Oliveira che, con 17,89 m, migliorò di 45 centimetri il record precedente. Ad oggi, la World Athletics ha ratificato ufficialmente 27 record mondiali assoluti e 9 record mondiali indoor di specialità.

## Progressione

### Record assoluti
| Misura  | Vento (m/s) | Atleta                  | Nazione               | Luogo | Data              | Note |
| ------- | ----------- | ----------------------- | --------------------- | --- | ----------------- | ---- |
| 15,52 m | nw          | Dan Ahearn              | Stati Uniti d'America | New York, Stati Uniti | 30 maggio 1911    |      |
| 15,52 m | nw          | Nick Winter             | Australia             | Colombes, Francia | 12 luglio 1924    |      |
| 15,58 m | +0,5        | Mikio Oda               | Giappone              | Tokyo, Giappone | 27 ottobre 1931   |      |
| 15,72 m | nw          | Chūhei Nanbu            | Giappone              | Los Angeles, Stati Uniti | 4 agosto 1932     |      |
| 15,78 m | nw          | Jack Metcalfe           | Australia             | Sydney, Australia | 14 dicembre 1935  |      |
| 16,00 m | +0,6        | Naoto Tajima            | Giappone              | Berlino, Germania | 6 agosto 1936     |      |
| 16,00 m | +1,6        | Adhemar da Silva        | Brasile               | San Paolo, Brasile | 3 dicembre 1950   |      |
| 16,01 m | +1,2        | Adhemar da Silva        | Brasile               | Rio de Janeiro, Brasile | 30 settembre 1951 |      |
| 16,12 m | nw          | Adhemar da Silva        | Brasile               | Helsinki, Finlandia | 23 luglio 1952    |      |
| 16,22 m | +0,7        | Adhemar da Silva        | Brasile               | Helsinki, Finlandia | 23 luglio 1952    |      |
| 16,23 m | +1,5        | Leonid Ščerbakov        | Unione Sovietica      | [[File: Flag of the Soviet Union (1936 – 1955).svg\|class=noviewer\| Unione Sovietica (bandiera)\|border\|20x16px]] Mosca, Unione Sovietica | 19 luglio 1953    |      |
| 16,56 m | +0,2        | Adhemar da Silva        | Brasile               | Città del Messico, Messico | 16 marzo 1955     |      |
| 16,59 m | +1,0        | Oleg Rjahovsky          | Unione Sovietica      | Mosca, Unione Sovietica | 28 luglio 1958    |      |
| 16,70 m | 0,0         | Oleg Fedoseev           | Unione Sovietica      | Nal'čik, Unione Sovietica | 3 maggio 1959     |      |
| 17,03 m | +1,0        | Józef Szmidt            | Polonia               | Olsztyn, Polonia | 5 agosto 1960     |      |
| 17,10 m | 0,0         | Giuseppe Gentile        | Italia                | Città del Messico, Messico | 16 ottobre 1968   |      |
| 17,22 m | 0,0         | Giuseppe Gentile        | Italia                | Città del Messico, Messico | 17 ottobre 1968   |      |
| 17,23 m | +2,0        | Viktor Saneev           | Unione Sovietica      | Città del Messico, Messico | 17 ottobre 1968   |      |
| 17,27 m | +2,0        | Nélson Prudêncio        | Brasile               | Città del Messico, Messico | 17 ottobre 1968   |      |
| 17,39 m | +2,0        | Viktor Saneev           | Unione Sovietica      | Città del Messico, Messico | 17 ottobre 1968   |      |
| 17,40 m | +0,4        | Pedro Pérez             | Cuba                  | Cali, Colombia | 5 agosto 1971     |      |
| 17,44 m | -0,5        | Viktor Saneev           | Unione Sovietica      | Sukhumi, Unione Sovietica | 17 ottobre 1972   |      |
| 17,89 m | 0,0         | João Carlos de Oliveira | Brasile               | Città del Messico, Messico | 15 ottobre 1975   |      |
| 17,97 m | +1,5        | Willie Banks            | Stati Uniti           | Indianapolis, Stati Uniti | 16 giugno 1985    |      |
| 17,98 m | +1,8        | Jonathan Edwards        | Regno Unito           | Salamanca, Spagna | 18 luglio 1995    |      |
| 18,16 m | +1,3        | Jonathan Edwards        | Regno Unito           | Göteborg, Svezia | 7 agosto 1995     |      |
| 18,29 m | +1,3        | Jonathan Edwards        | Regno Unito           | Göteborg, Svezia | 7 agosto 1995     |      |

### Record indoor
| Misura  | Atleta               | Nazione      | Luogo                  | Data             | Note |
| ------- | -------------------- | ------------ | ---------------------- | ---------------- | ---- |
| 17,76 m | Mike Conley          | Stati Uniti  | New York, Stati Uniti  | 27 febbraio 1987 |      |
| 17,77 m | Leonid Vološin       | Russia       | Grenoble, Francia      | 6 febbraio 1994  |      |
| 17,83 m | Aliecer Urrutia      | Cuba         | Sindelfingen, Germania | 1º marzo 1997    |      |
| 17,83 m | Christian Olsson     | Svezia       | Budapest, Ungheria     | 7 marzo 2004     |      |
| 17,90 m | Teddy Tamgho         | Francia      | Doha, Qatar            | 14 marzo 2010    |      |
| 17,91 m | Teddy Tamgho         | Francia      | Aubière, Francia       | 20 febbraio 2011 |      |
| 17,92 m | Teddy Tamgho         | Francia      | Parigi, Francia        | 6 marzo 2011     |      |
| 17,92 m | Teddy Tamgho         | Francia      | Parigi, Francia        | 6 marzo 2011     |      |
| 18,07 m | Hugues Fabrice Zango | Burkina Faso | Aubière, Francia       | 16 gennaio 2021  |      |